# 須永司
須永 司（すなが つかさ、1960年10月12日 - ）は、日本のアニメーション演出家、アニメ監督。東京都保谷市出身。
1981年にアニメーション業界へ入り、制作進行を務めた後に演出家になる。

## 参加作品

### テレビアニメ
年度（4月〜3月）単位で編集。ただし、1月始まりの場合はその放送された年とし、翌年3月末日までとする。
1981年
- 鉄腕アトム (アニメ第2作)（制作進行）
- まいっちんぐマチコ先生（進行）
- 百獣王ゴライオン（制作進行）

1982年
- 一ッ星家のウルトラ婆さん（製作進行）
- おちゃめ神物語コロコロポロン（製作進行）

1983年
- パーマン（第68・78話 演出）
- 亜空大作戦スラングル（第16・21・26・31・36・42・52話 演出）
- ななこSOS（第19・22・26話 演出）

1984年
- パーマン（第410・444・460・469話 絵コンテ、第367・391・410・419・444・460・469話 演出）
- 超時空騎団サザンクロス（第7話 絵コンテ、第2・4・7話 演出）

1985年
- パーマン（第490・498・507・512・524話 絵コンテ、第478・490・498・507・512・524話 演出）
- オバケのQ太郎（新）（絵コンテ、演出）

1986年
- オバケのQ太郎（新）（絵コンテ、演出）
- プロゴルファー猿（絵コンテ、演出）
- Mr.ペンペン（絵コンテ、演出）

1987年
- オバケのQ太郎（新）（絵コンテ、演出）
- プロゴルファー猿（絵コンテ、演出）
- エスパー魔美（第2・7・14話 絵コンテ、第2話 演出）

1988年
- プロゴルファー猿（絵コンテ、演出）
- つるピカハゲ丸くん（絵コンテ、演出）
- 新プロゴルファー猿（絵コンテ、演出）
- ビリ犬（絵コンテ、演出）

1989年
- ビリ犬なんでも商会（絵コンテ、演出）

1990年
- ガタピシ（第2・5・7・18話 絵コンテ、第2・7・10・14・18話 演出）

1991年
- 機甲警察メタルジャック（第16話 絵コンテ）

1994年
- 機動武闘伝Gガンダム（第19・20・23・26・29・30・34・37・39・42・44・45・49話 絵コンテ）第49話は今川泰宏と共同
- クレヨンしんちゃん（第114話Cパート“子供のケンカに親が出るゾ” 絵コンテ）
- ジャングルの王者ターちゃん（第48話 絵コンテ）

1995年
- 鬼神童子ZENKI（第43話 絵コンテ）
- クマのプー太郎（第2話Aパート“こいのぼりの生造り”・第15話Cパート“マイクがない!!” 絵コンテ）

1996年
- ハーメルンのバイオリン弾き（第15・19・23話 絵コンテ）

1998年
- るろうに剣心 -明治剣客浪漫譚-（第73・77・79・80・84・88話 絵コンテ）
- センチメンタルジャーニー（第4話 絵コンテ）
- SHADOW SKILL -影技-（監督）

1999年
- ヱデンズボゥイ（監督）
- ハンター×ハンター（第3・5・9・11・13・21・24・28・32・38話 絵コンテ）

2000年
- 六門天外モンコレナイト（第2・4・6・11・12・17・21・25・26・29・30・33・35・37・38・40・41・44・49話 絵コンテ）
- アルジェントソーマ（第10・11・13・15〜18・20〜24話 絵コンテ）

2001年
- 魔法少女猫たると（監督）

2003年
- プラネテス（第12・14・17・19・22話 絵コンテ）

2004年
- SDガンダムフォース（第33・35・37・38・41〜43・45・46・49話 絵コンテ）
- 犬夜叉（第152・154・160話 絵コンテ）
- GANTZ（第15・18話 絵コンテ）
- 絢爛舞踏祭 ザ・マーズ・デイブレイク（第18・22・24話 絵コンテ）
- サムライチャンプルー（第6・19話 絵コンテ）
- KURAU Phantom Memory（第9・10・16・18・21・22話 絵コンテ）
- 機動戦士ガンダムSEED DESTINY（第15・33話 絵コンテ）第33話は米たにヨシトモと共同
- 舞-HiME（第11・12・14・16・21・22・25話 絵コンテ）第22話は南康宏と共同

2005年
- いちご100%（第15話 絵コンテ）
- ガン×ソード（第5・6・7・12〜16・18・19・21〜24話 絵コンテ）第5話は谷口悟朗、玉川達文と共同、第18話は三好正人と共同
- 舞-乙HiME（第8・9・12・14・16・17・19〜21・23話 絵コンテ）
- ノエイン もうひとりの君へ（第5・14・15・18話 絵コンテ）
- CLUSTER EDGE（第10・14・15・17・19・20・22話 絵コンテ）

2006年
- コードギアス 反逆のルルーシュ（第2・4・5・7・8・10・11・15・16・19・20・22・24・25話 絵コンテ）
- 奏光のストレイン（第5話 絵コンテ）
- 天保異聞 妖奇士（第18話 絵コンテ）

2007年
- キスダム -ENGAGE planet-（第5・6・9・10話 絵コンテ）第5話は小柴純弥と共同
- かみちゃまかりん（第8話 絵コンテ）
- ドラゴノーツ -ザ・レゾナンス-（第4・7・16・17・19話 絵コンテ）
- キミキス pure rouge（第8話 絵コンテ）
- バンブーブレード（第9・25話 絵コンテ）
- しゅごキャラ!（第13話 絵コンテ）

2008年
- コードギアス 反逆のルルーシュ R2（第1・2・5・6・9〜12・14〜16・18・20・21・24・25話 絵コンテ）第12話は森邦宏と共同、第25話は村田和也と共同
- 鉄のラインバレル（第15・20・23話 絵コンテ）

2009年
- 宇宙をかける少女（第5・10〜12・16・20・23・25話 絵コンテ）第5話は宅野誠起と共同
- 極上!!めちゃモテ委員長（第23・26・34・39・47・50話 絵コンテ）
- ジャングル大帝 -勇気が未来をかえる-（絵コンテ）谷口悟朗、桑原智と共同
- 夢色パティシエール（第4・10・15・21・22話 絵コンテ）

2010年
- 爆丸バトルブローラーズ ニューヴェストロイア（第26・34・41・46話 絵コンテ）
- 極上!!めちゃモテ委員長 セカンドコレクション（第5・7・11・33話 絵コンテ）
- ぬらりひょんの孫（第6・8・13・16・18・21・23話 絵コンテ）

2011年
- 爆丸バトルブローラーズ ガンダリアンインベーダーズ（第1・11・17・35話 絵コンテ）
- TIGER & BUNNY（第6・9・12・13・19話 絵コンテ）第12・13話はさとうけいいちと共同
- 遊☆戯☆王ZEXAL（第5・6・10・11・17・23・26・28・31・33・35・36・39・41・43・44・48話 絵コンテ）第41話は細川ヒデキと共同

2012年
- 遊☆戯☆王ZEXAL（第50・52・53・56・58・61・65・66・70・71話 絵コンテ）
- 遊☆戯☆王ZEXAL II（第75・78・82・84・88・92・97話 絵コンテ）[1]
- 超速変形ジャイロゼッター（第11・16・20話 絵コンテ）

2013年
- 遊☆戯☆王ZEXAL II（第100・102・106・113・114・119・124・128・130〜132・135・141・142・144話 絵コンテ）
- 超速変形ジャイロゼッター（第32・38・44・50話 絵コンテ）
- ファンタジスタドール（第9話 絵コンテ）

2014年
- 遊☆戯☆王ARC-V（第9・12・17・20・33・41話 絵コンテ）
- FAIRY TAIL（第197話 絵コンテ）

2015年
- 遊☆戯☆王ARC-V（第52・53・56・59・61・64・68・70・72・74・85・92話 絵コンテ）
- 新妹魔王の契約者（第1・7話 絵コンテ）
- 純潔のマリア（第4・6・9〜11話 絵コンテ）

2016年
- 遊☆戯☆王ARC-V（第101・102・105・109・114・119・130・139話 絵コンテ）
- アクティヴレイド -機動強襲室第八係-（第3・5・10話 絵コンテ）
- アクティヴレイド -機動強襲室第八係- 2nd（第2・9話 絵コンテ）

2017年
- ID-0（第2〜4・7・8・10〜12話 絵コンテ）第12話は谷口悟朗と共同
- 遊☆戯☆王VRAINS（第2・6・9・10・16・17・22・30話 絵コンテ）

2018年
- 遊☆戯☆王VRAINS（第52・55・60・63・66・71・73・77・81・82・86・87・90・91・94話 絵コンテ）

2019年
- revisions リヴィジョンズ（第1・3・5・7・9・11話 絵コンテ）
- 遊☆戯☆王VRAINS（第97・100・105・112話 絵コンテ）

2020年
- モンスター娘のお医者さん（第7話 絵コンテ）

2021年
- バック・アロウ（第2話 絵コンテ）
- NIGHT HEAD 2041（第3話 絵コンテ）
- 月とライカと吸血姫（第3話 絵コンテ）
- SCARLET NEXUS（第17話 絵コンテ）

2022年
- 天才王子の赤字国家再生術（第10話 絵コンテ）
- 妖怪ウォッチ♪（第47・52・57話 絵コンテ）

2023年
- 僕とロボコ（第11話 絵コンテ）
- ニンジャラ（第70話 絵コンテ）
- 帰還者の魔法は特別です（第6話 絵コンテ）

### 劇場用アニメ
1984年
- プロ野球を10倍楽しく見る方法 PART2（演出助手）

1991年
- ZIGGY それゆけ! R&R BAND（スクリプター）

1996年
- ドラゴンクエスト列伝 ロトの紋章（監督）

2010年
- いばらの王 -King of Thorn-（絵コンテ）片山一良と共同

### OVA
1991年
- 英雄凱伝モザイカ（第2〜4話 絵コンテ、第1〜4話 演出）

1992年
- 鉄の処女（アイアンバージン）JUN（脚本）前園文夫と共同

1994年
- ダーティペアFLASH 第一期シリーズ（監督）

1995年
- 無責任艦長タイラー 第2話「サムライ危機一髪!」（絵コンテ）

2002年
- アルジェントソーマ 第13巻 （Phase:EX 絵コンテ）

2006年
- CLUSTER EDGE 第9巻 （Secret Episode1・2 絵コンテ）
- 舞-乙HiME（第6・8・9巻 映像特典 絵コンテ）

2007年
- 舞-乙HiME Zwei（第2話 絵コンテ）小原正和と共同

### コミック
1993年
- 臥竜解封録ナムチ 著：高寺彰彦 （共同原作・共同脚本） ISBN 4-8050-0454-1

1994年
- レラの角笛 前編・後編 著：高寺彰彦（脚本協力） 月刊アスキーコミック1994年2月号・3月号